# Єннес де Мол
Єннес Германн Адріанус Корнеліс де Мол (12 серпня 1963) — нідерландський дипломат. Надзвичайний і Повноважний Посол Королівства Нідерландів в Україні (з 2019).

## Життєпис
Народився 12 серпня 1963 року в місті Ейндховен (Нідерланди). У 1989 році закінчив Радбоуд університет в місті Неймеген, грецька та латинська мова та культура, класична археологія; У 1994 році Радбоуд університет Неймеген, нідерландське та міжнародне приватне право. Володіння мовами: нідерландська, англійська, французька, німецька, італійська, російська, іспанська, арабська.
У 1992—2003 рр. — співробітник Міністерства закордонних справ Нідерландів, де працював у департаменті Африки, в посольстві у Москві та у Постійному представництві при ООН та інших міжнародних організаціях у Женеві.
У 2003—2005 рр. — Радник з питань персоналу та управління, МЗС Нідерландів.
У 2005—2008 рр. — Голова департаменту з питань персоналу та управління, МЗС Нідерландів.
У 2008—2012 рр. — Заступник голови місії, Посольство Нідерландів у Празі
У 2010 році — Цивільний представник Спеціальної групи НАТО VIII Урузган, Афганістан. Директор місій 8 та 9 з питань регіональної відбудови.
У 2011—2014 рр. — Генеральний консул у Санкт-Петербурзі
У 2014 році — Місія МН17 м. Київ
У 2014—2015 рр. — Посол у Об'єднаних Арабських Еміратах в Абу-Дабі
У 2015—2019 рр. — Директор із питань управління персоналом, МЗС
З 2019 року — Надзвичайний і Повноважний Посол Нідерландів в Києві (Україна)
2 вересня 2019 року — вручив копії вірчих грамот заступнику Міністра закордонних справ з питань європейської інтеграції Олені Зеркаль.
11 вересня 2019 року — вручив вірчі грамоти Президенту України Володимиру Зеленському.

## Нагороди

### Українські нагороди
- Орден «За заслуги» ІІІ ступеня (2024)[7].